# Plongeur militaire

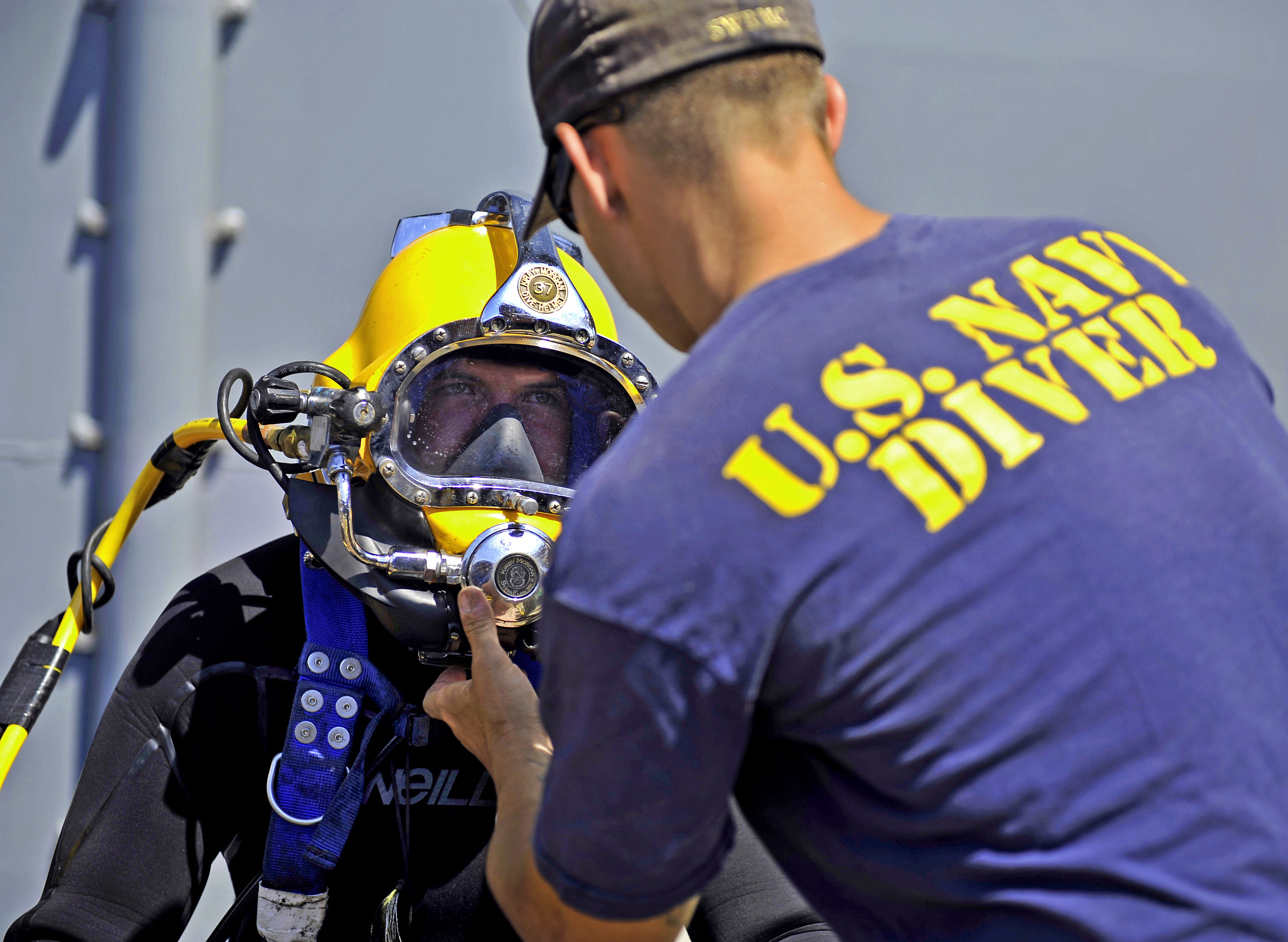
Un plongeur de l'U.S. Navy.

Un plongeur militaire est un militaire entrainé pour des missions de plongée sous-marine.

## Formation en France

### Plongeur de bord
Le cours de plongeur de bord est effectué à l'École de plongée de la Marine, école du PEM de Saint-Mandrier-sur-Mer.
Son but est de former du personnel apte à plonger à l'air jusqu'à 35 mètres, destiné à embarquer sur les bâtiments de la Marine française ou dans les formations de l'aéronautique navale (visite de coques, travaux sous-marins élémentaires, sauvetage). Il ouvre la porte a deux autres formations de l'école de plongée. Le cours de plongeur démineur.
Le cours est ouvert à tous les grades et toutes armes, y compris corps médical, pharmacien ou chimiste.
La durée du cours est de 5 semaines ; il y a 7 stages par an, et environ 35 stagiaires par session.
Il faut également avoir entre 18 et 33 ans, 33 ans au maximum pour les officiers et personnels des autres armes et enfin 35 ans au plus pour les gendarmes maritimes.
Après une petite présélection, à savoir une série d'apnées à 6 mètres (lesté puis non lesté) réussir à tenir 20 secondes en apnée (6 mètres), effectuer 50 mètres avec tuba et sans masque (dissociation bucco-nasale : inspirer par bouche puis expirer par le nez), une sustentation en palmage statique d'un poids de 5 kg pendant 3 minutes, et 1 000 mètres avec palmes, brassière et bouteille en moins de 30 minutes, un dossier de candidature est alors envoyé à l'école de plongée de Saint-Mandrier. 
En cas d'acceptation du dossier, le candidat accède à un cours de 5 semaines dont le but est de former du personnel capable de ramasser un objet, de nettoyer une coque, de contrôler l'état du mouillage ainsi que d'effectuer une visite de coque jusqu'à -35 mètres.

### Plongeur démineur
Le cours de plongeur démineur est effectué à l'École de plongée de la Marine à Saint-Mandrier-sur-Mer.

### Nageur de combat
Un nageur de combat ou plongeur de combat ou parfois homme-grenouille est un membre des forces spéciales entrainé pour des missions offensives de plongée sous-marine incluant le combat.